# No One Needs to Know
"No One Needs to Know" (en español Nadie lo debe saber) es una canción escrita y producida por la cantante canadiense Shania Twain y el productor Robert Lange para su segundo álbum The Woman in Me. Se lanzó cómo sexto sencillo del álbum en mayo de 1996. Se convirtió en otro gran éxito de Twain, alcanzando el número uno en la lista de canciones country en Estados Unidos en 1996.
La canción también aparece en la banda sonora de la película Twister (1996).
"No One Needs to Know" fue incluida en la recopilación de Twain Greatest Hits (2004).

## Revisión
La revista Billboard criticó favorablemente la canción diciendo que suena más fresca que sus anteriores lanzamientos.

## Vídeo Musical
El vídeo se filmó el 3 de abril de 1996 en Spring Hill, Tennessee, bajo la dirección de Steven Goldmann. En el vídeo se puede ver a Twain tocando la canción con una banda en una casa grande en una granja cuando se acerca un tornado. Existen dos versiones del vídeo, una que contiene escenas de la película Twister y otro en que sólo se ve a Twain interpretando la canción con su banda. Esta última se encuentra disponible en el DVD de Twain The Platinum Collection.

## Recepción
"No One Needs to Know" debutó en el Billboard Hot Country Singles & Tracks en la semana del 11 de mayo de 1996 en el número 62. Se mantuvo por 20 semanas en la lista y alcanzó su posición máxima el 13 de julio de 1996 en el número uno, donde permaneció durante una semana. Se convirtió en su cuarto sencillo número uno y el de más rápido ascenso en la lista y que alcanzó la cima en sólo diez semanas.

## Listas
| Chart                                        | Posición Alcanzada |
| -------------------------------------------- | ------------------ |
| Canadá RPM Country Singles                   | 1                  |
| EE.UU Billboard Hot Country Singles & Tracks | 1                  |

## Curiosidades
La cantante canadiense Avril Lavigne cantaba esta canción antes de ser descubierta.